# Paul Garnier (psykiater)
Paul-Émile Garnier, född den 28 april 1848, död den 17 mars 1905, var en fransk psykiater och rättsläkare.
Garnier utbildade sig i psykiatri under Magnan och blev läkare vid l'Infirmerie spéciale du dépôt central i Paris, där han 1886 efterträdde Lasègue. Detta sjukhus, som var inrymt i centralpolisens stora byggnadskomplex i Paris, var ett slags poliklinik, där genom polisens försorg världsstadens outtömliga produkter av degeneration, sinnessjukdom och brottslighet passerade revy. Som läkare där och i egenskap av sakkunnig i rättspsykiatri blev Garnier ett känt och aktat namn.